# Gli oceani sono i veri continenti
Gli oceani sono i veri continenti (Los océanos son los verdaderos continentes) è un film del 2023 diretto da Tommaso Santambrogio.

## Trama
A Cuba il tempo sembra essersi fermato. Alex ed Edith vivono la loro storia tra le rovine delle case di Cuba e le difficoltà delle loro ambizioni. Milagros, un'anziana signora che vive da sola, sopravvive vendendo noccioline e leggendo vecchie lettere d'amore. Frank e Alain, due bambini di nove anni, passano le giornate a giocare.